# Den russiske hærs specialstyrker
Den militære del af Spetsnaz er underlagt hærens og flådens hovedkvarterer, der igen er underlagt den centrale militære efterretningstjeneste GRU.
GRU's hovedkvarter ligger i dag på Khodynka Lufthavnen i Moskvas nordvestlige del, i et bygningskompleks kaldet "Akvariet", omgivet af virksomheder med stor sikkerhed. I byen Vatutinki, omkring 50 kilometer sydvest for Moskva, ligger GRU Space Intelligence Directorate, der bl.a. leverer informationer til flåderne. GRU indhenter oplysninger gennem HUMINT (forsvarsattacheer og agenter), SIGINT (elektronisk indhentning) og IMINT (Image Intel fra bl.a. satellitter). GRU nuværende chef er general Valentin Vladimirovich Korabelnikov.

## Hærens spetsnaz har følgendebrigadestruktur
2. Selvstændige SPETSNAZ-brigade i Pskov, Skt. Petersborg Militærdistrikt med enhederne:
- 117. Selvstændige SPETSNAZ-bataljon i Taibol
- 1071. Uddannelses Regiment i Pechory

3. Selvstændige Garde SPETSNAZ-brigade i Samara, Volga Militærdistrikt
12. Selvstændige SPETSNAZ-brigade i Asbest, Ural Militærdistrikt
14. Selvstændige SPETSNAZ-brigade i Ussuriysk, Fjernøstlige Militærdistrikt med enhederne:
- 282. Selvstændige SPETSNAZ-bataljon
- 294. Selvstændige SPETSNAZ-bataljon i Khabarovsk
- 308. Selvstændige SPETSNAZ-bataljon
- 314. Selvstændige SPETSNAZ-bataljon

16. Selvstændige SPETSNAZ Brigade i Chuchkovo, Moskva Militærdistrikt
22. Selvstændige SPETSNAZ Gardebrigade i Kovalevka, Nordkaukasiske Militærdistrikt med enheden:
- 173. Selvstændige SPETSNAZ bataljon

24. Selvstændige SPETSNAZ Brigade i Kyakhta, Bajkal Militærdistrikt
67. Selvstændige SPETSNAZ Brigade i Berdsk, Sibiriske Militærdistrikt
Ud over brigaderne er der ved fronten selvstændige SPETSNAZ-regimenter på mellem 600 og 700 soldater fordelt på 6–7 kompagnier samt ved arméerne selvstændige SPETSNAZ-kompagnier med omkring 9 officerer, 11 sergenter og 100 menige soldater.

## Flådens spetsnaz har følgende struktur
Omkring år 2000 var der én Flåde Spetsnaz-”Brigade” (Otdelnaya Brigada Spetsialnogo Naznacheniya VMF) ved hver af flåderne: 
- Hos Østersøflåden en selvstændig brigade på fuld styrke i Ocharkov (omkring 1.300 mand).
- Hos Sortehavsflåden en selvstændig brigade på reduceret styrke (formentlig et kompagni).
- Hos Nordflåden en selvstændig brigade på reduceret styrke (formentlig en bataljon).
- Hos Stillehavsflåden 42. Selvstændige Flåde Spetsnaz Brigade (formentlig en bataljon) på reduceret styrke.

Flådens spetsnazstyrke er opdelt i to forskellige typer enheder: Spetsnaz (angrebsorienteret ligesom hærens) og PDSS (forsvarsorienteret).
Flådens spetsnaz er den af alle spetsnaz-styrker som man ved mindst om i de vestlige lande.